# آندر-ئه-کوندون
آندر-ئه-کوندون (به فرانسوی: Andert-et-Condon) یک کمون در فرانسه است که در canton of Belley واقع شده‌است.

## خصوصیات
آندر-ئه-کوندون ۶٫۹۴ کیلومترمربع مساحت و ۳۳۶ نفر جمعیت دارد و ۲۹۵ متر بالاتر از سطح دریا واقع شده‌است.